# Bulgariens Nationale Radio
Bulgariens Nationale Radio (bulgarsk: Българско национално радио, Bâlgarsko natsionalno radio, forkortet til БНР, BNR) er Bulgariens nationale radioorganisation. Den driver to nationale og syv regionale kanaler samt en international tjeneste – Radio Bulgarien – som sender på 11 sprog.
| Radio | Spire Denne artikel om radio eller radioprogrammer er en spire som bør udbygges. Du er velkommen til at hjælpe Wikipedia ved at udvide den. |